# Shirley Babashoff
Shirley Babashoff, née le 31 janvier 1957 à Whittier en Californie (États-Unis), est une ancienne nageuse américaine. Elle était détentrice de 6 records du monde (sur 200 m et 400 m nage libre) et a glané 8 médailles olympiques au cours de sa carrière. Elle est montée à deux reprises sur la plus haute marche du podium olympique (avec le relais américain 4 × 100 nage libre en 1972 et 1976) mais n'a jamais remporté l'or en individuel. En effet, elle fut cinq fois vice-championne olympique sur 100, 200, 400 et 800 m nage libre, notamment à en 1976 à Montréal où les nageuses est-allemandes dominèrent la majorité des compétitions. Elle devient néanmoins double championne du monde à Cali (Colombie) lors des Championnats du monde 1975. 
Malgré l'absence d'un titre olympique à son palmarès, elle est introduite à l'International Swimming Hall of Fame en 1982.

## Palmarès

### Jeux olympiques
- Jeux olympiques de 1972 à Munich (Allemagne de l'Ouest) :
  -  Médaille d'or avec le relais américain 4 × 100 m nage libre.
  -  Médaille d'argent sur le 100 m nage libre.
  -  Médaille d'argent sur le 200 m nage libre.

- Jeux olympiques de 1976 à Montréal (Canada) :
  -  Médaille d'or avec le relais américain 4 × 100 m nage libre.
  -  Médaille d'argent sur le 200 m nage libre.
  -  Médaille d'argent sur le 400 m nage libre.
  -  Médaille d'argent sur le 800 m nage libre.
  -  Médaille d'argent avec le relais américain 4 × 100 m 4 nages.

### Championnats du monde de natation
- Championnats du monde 1973 à Belgrade (Yougoslavie) :
  -  Médaille d'argent sur le 100 m nage libre.
  -  Médaille d'argent sur le 200 m nage libre.
  -  Médaille d'argent avec le relais américain 4 × 100 m nage libre.
  -  Médaille d'argent avec le relais américain 4 × 100 m 4 nages.

- Championnats du monde 1975 à Cali (Colombie) :
  -  Médaille d'or sur le 200 m nage libre.
  -  Médaille d'or sur le 400 m nage libre.
  -  Médaille d'argent sur le 100 m nage libre.
  -  Médaille d'argent avec le relais américain 4 × 100 m nage libre.
  -  Médaille d'argent avec le relais américain 4 × 100 m 4 nages.
  -  Médaille de bronze sur le 800 m nage libre.